# Circuito Internacional de Ordos
El  Circuito Internacional de Ordos es un circuito de carreras situado en la Ciudad de Ordos, Mongolia Interior, China. Albergó una ronda del Campeonato de China de Turismos, la Copa China de Scirocco y la Superleague Fórmula en 2010.  El circuito consta de 3.751 kilómetros de longitud con 18 curvas.